# عدن ناتان زادا
ادن ناتان-زادا (به انگلیسی: Eden Natan-Zada) یک سرباز ارتش اسرائیل و یهودی افراطی بود که در سال ۲۰۰۵ به روی اعراب تبعه اسرائیل در اتوبوسی در شهر شفاعمرو با مسلسل آتش گشود و باعث مرگ ۴ تن از جمله دو خواهر حدود ۲۰ ساله و زخمی شدن ۲۲ نفر شد.
وی توسط جمعیت حاضر در محل در هنگامی که در حال عوض کردن خشاب اسلحه برای تیراندازی دوباره بود خلع سلاح شد، سپس او را دستبند زده و مورد ضرب و شتم قرار دادند تا در همان محل کشته شد.
انگیزه او از این اقدام تروریستی با توجه به اینکه چندی قبل از این اقدام به گروه‌های راست افراطی پیوسته بود و به شدت دارای اعتقادات مذهبی شده بود، باورهای یهودی افراطی در زمینه از بین بردن غیر یهودیان شناخته شد.

## اوایل زندگی
ادن ناتان-زادا در یک خانواده یهودی-اسرائیلی که از ایران و یمن به اسرائیل مهاجرت کرده بودند به دنیا آمد.